# WinLinux
WinLinux est une distribution de Linux complète, conçue pour être installée et exécutée comme tout autre logiciel sous Microsoft Windows.
WinLinux dispose d'un système amélioré de détection automatique de matériel hardware. Plus de 1000 fournitures peuvent être ainsi reconnues incluant les souris USB et les claviers.
Tous les principaux packages sont mis à jour à partir de la version précédente, cela inclut GNOME 1.2, Netscape Communicator 4.76, XFree86 4.0.3, Acrobat Reader 4.0, RealPlayer 8, StarOffice 5.2, GIMP 1.2.1 et beaucoup d'autres.

## Versions
- 2000 : installation sur la partition FAT16 ou FAT32 de Windows - nécessite 500 Mo d'espace libre et 64 Mo de mémoire - le démarrage de ce système d'exploitation s'effectue en mode MS-DOS exclusif [1]
- 2003 : sortie le 16/08/2002 - configuration minimale Windows 95/98 - langue Anglais - « Distribution de Linux complète conçue pour être installée et exécutée comme tous les autres logiciels de Windows. Très facile à installer directement à partir de Windows il permet d'utiliser tous les logiciels conçus pour Linux. »[2]